# A2DP
A2DP qui signifie Advanced Audio Distribution Profile est un profil Bluetooth. Il spécifie les protocoles pour la transmission de grande qualité sur les canaux ACL.
Un exemple type d'utilisation est le streaming audio à l'aide d'une connexion Bluetooth. On envoie un contenu audio en « direct » d'un lecteur de musique à un casque audio ou à des enceintes Bluetooth.
Pour le transport de flux audio, A2DP utilise nativement un codec appelé SBC mais il peut optionnellement gérer des codecs tels que MP3 ou Vorbis. Depuis les années 2000, il peut utiliser le codec aptX qui permet une bien meilleure transmission, d'une qualité équivalente a celle d'un CD.